# Charrúa
Cet article concerne le peuple charrua. Pour les langues charruanes, voir Langues charruanes.

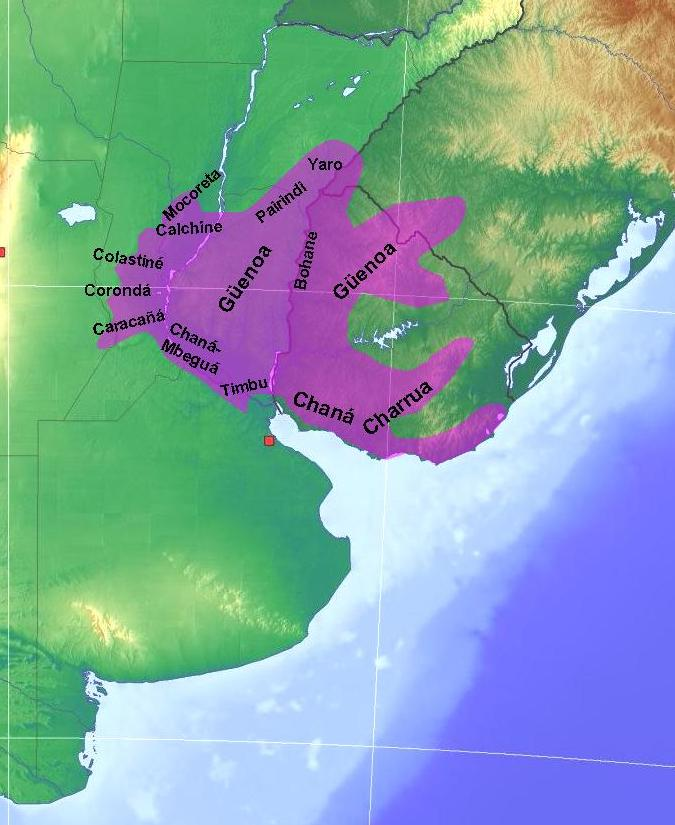
Populations indigènes anciennes dans la région

Le nom Charrúa désigne un peuple amérindien du Cône sud, occupant ancestralement l'actuel territoire d'Entre Ríos en Argentine, avant de se déplacer le long du Rio Paraná pour s'établir sur les rives du Río de la Plata et du Río Uruguay sur les actuels territoires du Brésil et de l'Uruguay,,,,,,,,. Ils subirent plusieurs campagnes d'extermination, particulièrement entre 1800 et 1831, période durant laquelle la souveraineté du Río de la Plata est disputée par les empires coloniaux espagnol, portugais et  britannique, ainsi que par les colons s'y étant établis, dits Créoles. Une partie d'entre eux réussit à survivre et, dans la foulée de l'émergence et de la diffusion de la notion de « Peuple autochtone » et des « commémorations alternatives » des 500 ans de la Découverte de l'Amérique par Christophe Colomb, le peuple Charrúa réémerge et se recompose depuis la fin des années 1980. Ils sont notamment fédérés autour du Conseil de la Nation Charrúa, fondé en 2005 à Montevideo, en Uruguay.

## Histoire

### La résistance
Les Charrúas opposèrent une forte résistance à la colonisation espagnole, le premier épisode étant connu est la mort de Juan Díaz de Solís pendant sa découverte du Río de la Plata (mais il est aussi possible que ce soit une autre tribu autochtone qui l’ait tué). L’épopée de la résistance à la conquête espagnole par cette ethnie a donné lieu à de nombreux ouvrages littéraires, comme Tabaré de Juan Zorrilla de San Martín. Les Charrúas ont vraisemblablement continué à se battre avec les troupes de José Gervasio Artigas, contre les Espagnols, ou encore contre les Portugais. Puis petit à petit, ils furent surnommés les Salsipuedes (ou sauve-qui-peut en français) à cause de leurs techniques de guérilla qui consistaient à prendre l’ennemi par surprise et à disparaître ensuite, le harcelant sans relâche.

### Un génocide
Dans le but d’accéder pleinement à leurs terres et imposer la souveraineté de l’État uruguayen émergeant, les Charrúas furent conviés à la négociation d’un traité pour un vivre ensemble au bord des rives du ruisseau Salsipuedes par les hommes de Bernabé Rivera, neveu du général Fructuoso Rivera, premier président de l’Uruguay. Cette rencontre fut toutefois une mascarade pour conduire un massacre des Charrúas et le démembrement des familles afin d’éteindre leur résistance et leurs droits collectifs. Plusieurs hommes, femmes et enfants moururent lors de cette occasion. Des mesures furent mises en place afin de s'assurer que les survivants, dont plusieurs furent pourchassés, ne constituent plus une menace pour l'État et la propriété privée. Les hommes furent déportés à l'étranger tandis que les femmes et les enfants furent répartis parmi les officiers et les propriétaires terriens pour être mis en servitude. L'histoire orale relate que cette servitude dura jusqu'à la fin de la dernière dictature en 1985. Plusieurs collectifs charrúas réussirent toutefois à se réfugier dans les bois de certaines estancias ou comme travailleurs ruraux où ils purent transmettre l'histoire de leur famille ainsi que leurs croyances, savoirs et pratiques ancestrales. Les autochtones en Uruguay furent toutefois confrontés à un génocide structurel allant plus loin que des campagnes d'extermination physique de leur présence se déployant en des techniques d'élimination faisant en sorte de créer un climat de peur parmi les survivants, mais aussi une honte envers leur identité et l'illusion que celle-ci est obsolète dans le contexte de la modernisation de l'État.

### Une exposition en France
Les derniers Charrúas (une femme et trois hommes se nommant Senaqué, Tacuabé, Vaimaca Pirú et Guyunusa) furent envoyés à Paris en 1833 en vue d'être exhibés par une société française constituée pour l'occasion, devant un notaire de Montévidéo. L'exposition des autochtones dans une ruelle proche des Champs-Élysées n'eut finalement que peu de succès, mais trois des quatre autochtones moururent en France dans l'année de leur exhibition. Leurs squelettes furent conservés, comme aussi des bocaux de leurs organes, des fragments de peau et des moulages des trois corps, durant 170 ans dans les caves du laboratoire d'anthropologie biologique, situé dans le Palais de Chaillot.
Cette affaire fut révélée par le fondateur du Musée de l'Homme, Paul Rivet.
En 2002, grâce à la lutte des descendants du génocide de Salsipuedes les restes de Vaimaca Pirú furent rapatriés en Uruguay. Le cacique est aujourd'hui enterré dans le Cimetière national à Montevideo tout près de Bernabé Rivera.

## Culture
Ce peuple appartenait à l'ensemble pámpido et avait beaucoup de points communs avec le peuple Puelche (de la pampa argentine) et avec celui des Tehuelches (vivant en Patagonie). Au XVe siècle, il reçut de nombreuses influences culturelles du peuple amazonien Guaraní. Ce qui fait que les lexiques utilisés par les charrúas sont proches de ceux des guaranís, comme les noms de lieux ou encore les noms propres.
Les charrúas croyaient en un esprit du mal, appelé gualicho à qui ils attribuaient l'origine des maladies et de la mauvaise chance. Les sorciers-guérisseurs (curanderos) se chargeaient de pratiquer la magie pour effrayer les esprits malins.
Ils enterraient leurs morts généralement au pied d'une butte (ou tumulus) et, sur la sépulture, ils plaçaient les objets du mort : armes, ornements, peaux, etc. parce qu'ils croyaient en la vie après la mort et ils pensaient que les morts avaient besoin de leurs objets personnels.

## Mode de société
Le peuple charrúa s'organisait en tribus, subdivisées en familles. Il y avait des chefs mais pas de réelle organisation sociale, toutes les familles étaient placées sur un même niveau, il n'y avait par exemple pas de différence pour les habitats ou les vêtements. Les chefs de tribus n'avaient pas de pouvoir particulier mais ils pouvaient avoir plusieurs femmes. Néanmoins, le noyau familial était le lien entre la mère et les enfants en bas âge qui avaient besoin de protection. Les femmes préparaient à manger alors que les hommes devaient chasser. Bien qu'initialement pacifiques, quelques tribus avaient quand même un chef de guerre et en cas de danger, c'était au conseil des anciens de se réunir pour prendre les décisions.
L'entraide entre les familles d'une même tribu était habituel, c'est ce qui permettait d'avoir une société solidaire.

## Économie
Avant l'arrivée des conquistadores, ils étaient chasseurs-cueilleurs et les armes utilisées étaient assez rudimentaires arcs et flèches, masses, lances, casse-têtes (rompecabezas) et des armes de jet constituées de lanières terminées aux extrémités par des boules (boleadoras), puis avec l'arrivée du cheval, ils chassèrent les bovins.
Ils pratiquaient le troc avec des tribus voisines de qui ils obtenaient des récipients de céramique et de terre cuite, du coton et du maté.

### Filmographie
- Dario Arce Asenjo, Les derniers Charruas ou quand le regard emprisonne, 26 minutes, productions Chromatiques - TLM, 2003.